# Zhang Liang (Turbans jaunes)
Dans ce nom chinois, le nom de famille, Zhang, précède le nom personnel.
Pour les articles homonymes, voir Zhang.
 (décembre 2018).
Si vous disposez d'ouvrages ou d'articles de référence ou si vous connaissez des sites web de qualité traitant du thème abordé ici, merci de compléter l'article en donnant les références utiles à sa vérifiabilité et en les liant à la section « Notes et références ».
Zhang Liang 張梁 (?-octobre 184) est un frère de Zhang Jiao, chef de la rébellion des Turbans jaunes pendant la dynastie Han dans la Chine ancienne.
Il était réputé calme et compréhensif. Il ne s’opposait jamais à ses frères et suivait toujours les ordres du « Professeur de la voie de la paix », qui l'avait nommé « général des humains ». Ses deux aînés, Zhang Jiao et Zhang Bao, étaient respectivement « général du ciel » et « général de la terre » ; à eux trois ils couvraient les « trois mondes » de l'univers. Zhang Liang est capturé et décapité à Qu'Yang par Huangfu Song.